# Walid Cheddira
Walid Cheddira (en arabe : وليد شديرة), né le 22 janvier 1998 à Lorette en Italie, est un footballeur international marocain jouant au poste d'attaquant de pointe au SSC Naples.
Il possède la double nationalité italienne et marocaine. N'ayant jamais joué pour une sélection nationale avec les jeunes, il reçoit en 2022 un premier appel de Walid Regragui et fait ses débuts avec l'équipe du Maroc à la Coupe du monde 2022.

## Biographie

### Naissance et famille
Walid Cheddira naît à Lorette (province d'Ancône) au centre d'Italie au sein d'une famille marocaine originaire de Béni Mellal Il est le fils d'Aziz Cheddira, ex-footballeur amateur au Maroc arrivé en 1984 en Italie pour travailler en tant qu'ouvrier.

### En club

#### Parcours en amateur (2015-2022)
Walid Cheddira intègre le club amateur de Loreto à l'âge tardif de dix-sept ans. Deux ans plus tard, il rejoint l'AC Sangiustese, club évoluant en Serie D dans le championnat amateur. Le 3 septembre 2017, il dispute son premier match en étant titularisé face à Campobasso Calcio (match nul, 1-1). Le 10 septembre 2017, il inscrit son premier but face à Castelfidardo (victoire, 3-1). Il termine sa première saison à la neuvième place du championnat en Girone F et inscrit dix buts en 34 matchs. Il dispute une saison de plus et marque à nouveau dix buts en 38 matchs, terminant sa deuxième saison avec Sangiustese à la cinquième place du championnat en Girone F, permettant d'arracher les qualifications aux play-offs pour la Serie C.
Le 4 juillet 2019, il signe un contrat professionnel à Parme Calcio 1913 pour un montant de 100 000 euros, qui le file directement à l'équipe réserve. Quelques jours plus tard, le 22 juillet 2019, il est prêté à Arezzo Calcio en Serie C. Le 4 août 2019, il fait sa première entrée en jeu en Serie C face à S.S. Turris Calcio (victoire, 1-0). Le 11 août 2019, il reçoit sa première titularisation face au FC Crotone (défaite, 4-3).
Le 31 janvier 2020, il est prêté pour une durée de six mois à Calcio Lecco 1912 en Serie C. Le 9 février 2020, il fait son entrée en jeu face à l'Union Pergolettese (victoire, 3-1). En l'espace de six mois, il dispute seulement deux matchs.
Le 4 septembre 2020, il est prêté pour la durée d'une saison à Mantoue 1911 en Serie C. Il termine la saison à la dixième place du Groupe B.
Le 19 juillet 2021, il est prêté pour une saison à SSC Bari avec une option d'achat. Le 30 août 2021, il dispute son premier match sous Michele Mignani face à Potenza Calcio (match nul, 1-1). Le 5 septembre 2021, il reçoit sa première titularisation avec le club et marque ainsi son premier but à l'occasion d'un match face à Monterosi Tuscia FC (victoire, 4-0). Il termine la saison avec 36 matchs joués pour sept buts et une passe décisive et le club est promu en Serie B.

#### SSC Bari: Saison en Serie B (2022-2023)
Le SSC Bari s'offre les services de Walid Cheddira à Parme Calcio 1913 après une saison en prêt. Walid Cheddira porte ainsi le numéro 11 sous l'entraîneur Michele Mignani.

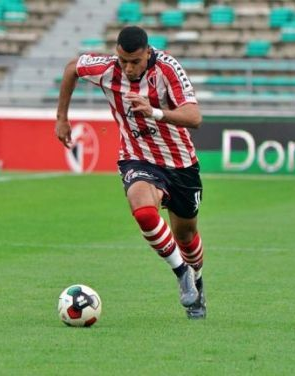
Cheddira (ici en 2022) en pleine action avec le SSC Bari.

Le 31 juillet 2022, il dispute son premier match dans le niveau professionnel à l'occasion d'un match de  Coupe d'Italie face à Calcio Padoue et inscrit un doublé (victoire, 3-0). Une semaine plus tard, le 7 août 2022, à nouveau à l'occasion d'un match de Coupe d'Italie face au Hellas Vérone FC, il inscrit un triplé. Le 12 août 2022, il dispute son premier match de Serie B face à Parme Calcio 1913. Le 19 août 2022, il inscrit son premier but en Serie B face à Palerme FC (match nul, 1-1). Le 28 août 2022, il inscrit son deuxième but de la saison face à l'AC Pérouse à la 54e minute sur une passe décisive de Michael Folorunsho (victoire, 1-3). Le 3 septembre 2022, il inscrit son troisième but face à S.P.A.L. (match nul, 2-2). Le 10 septembre 2022, il offre la victoire à son équipe en inscrivant l'unique but du match face à Cosenza Calcio. Le 17 septembre 2022, il marque à nouveau l'unique but du match face à Cagliari Calcio à la 77e minute de jeu. Le 1er octobre 2022, il délivre une passe décisive sur le deuxième but inscrit par Nicola Bellomo et inscrit ensuite un doublé face au Brescia Calcio (victoire, 6-2). Le 10 octobre 2022, il reçoit le prix du meilleur joueur de Serie B du mois de septembre.
En fin de saison, il dispute les play-offs pour une place en Serie A. En finale contre Cagliari Calcio, il rate un penalty au match aller (match nul, 1-1), avant que son équipe perde le match retour sur le score de 0-1,.

#### SSC Naples et prêt à Frosinone Calcio (depuis 2023)
Le 20 août 2023, il signe un contrat de trois saisons à SSC Naples (entraîné par Rudi Garcia) pour un montant de 7,5 millions d'euros. Dans la foulée, il est prêté pour la durée d'une saison à Frosinone Calcio, club fraîchement promu en Serie A. Dans ce club, il hérite du no 70 sous la houlette d'Eusebio Di Francesco.
Le 26 août, il dispute son premier match en Serie A en étant titularisé contre l'Atalanta Bergame, avant de céder sa place à la 82e minute pour être remplacé par Marvin Çuni (victoire, 2-1). Le 17 septembre, contre Cagliari Calcio, il inscrit son premier but sur penalty et délivre sa première passe décisive (victoire, 4-2).

### En équipe nationale
Natif d'Italie mais d'origine marocaine, il hérite de la nationalité marocaine via affiliation paternelle. Questionné le 7 septembre 2022 par un journaliste italien sur la possibilité de représenter l'équipe du Maroc, il répond : « On verra quand le moment viendra, pour l'instant, je me concentre sur le SSC Bari ».
Le 12 septembre 2022, il reçoit une convocation du nouveau sélectionneur du Maroc Walid Regragui pour un stage de préparation à la Coupe du monde 2022 à Barcelone et Séville pour deux confrontations amicales, notamment face au Chili et au Paraguay,. À la suite de sa sélection, il réagit sur sa story Instagram : « Un rêve, un honneur, une joie immense de jouer pour le Maroc ». Le 21 septembre 2022, un match amical de dernière minute (hors-FIFA) est organisé au Complexe sportif Mohammed VI à Rabat face à l'équipe de Madagascar dans lequel Walid Cheddira marque l'unique but du match sur une passe décisive de Fahd Moufi (victoire, 1-0). Le 23 septembre 2022, à l'occasion du premier match du sélectionneur Walid Regragui face au Chili au Stade Cornellà-El Prat, il dispute son premier match avec le Maroc en entrant en jeu à la 67e minute en remplaçant Youssef En-Nesyri. En fin de match, le terrain est envahit par les supporters après le coup de sifflet final (victoire, 2-0),. Le 27 septembre 2022, à l'occasion du deuxième match de la trêve internationale face au Paraguay, il entre en jeu à la 64e minute à la place d'Azzedine Ounahi au Stade Benito-Villamarín (match nul, 0-0).
Le 10 novembre 2022, il figure officiellement dans la liste des 26 joueurs sélectionnés par Walid Regragui pour prendre part à la Coupe du monde 2022 au Qatar. Lors des trois matchs de poule face à la Croatie (match nul, 0-0), la Belgique (victoire, 2-0) et le Canada (victoire, 2-1), il ne fait aucune entrée en jeu. Le Maroc se qualifie en huitièmes de finale et y affronte l'Espagne. Il entre en jeu non seulement lors de cette rencontre remportée par le Maroc aux tirs au but mais aussi en quart de finale contre le Portugal où il est cependant expulsé en fin de match, ce qui le prive d'une participation à la demi-finale face à la France. Les Marocains voient le bout du tunnel après une défaite de 2-0 face aux Français. Le 17 décembre 2022, le match de la troisième place est également perdue face aux Croates sur le score de 2-1. Le Maroc termine ainsi la compétition à la quatrième place. Le 20 décembre 2022, à l'occasion de son retour du Qatar, il est invité avec ses coéquipiers au Palais royal de Rabat par le roi Mohammed VI, le prince Hassan III et Moulay Rachid pour être officiellement décoré Ordre du Trône, héritant du grade officier,,,.
Le 25 mars 2023, les Marocains font leur retour à domicile et sont accueillis par 65 000 supporters au Stade Ibn-Batouta de Tanger à l'occasion d'un match amical face au Brésil (victoire, 2-1),,. Walid Cheddira entre en jeu après 76 minutes en remplaçant Youssef En-Nesyri avant de délivrer sa première passe décisive sous les couleurs du Maroc sur le but victorieux d'Abdelhamid Sabiri. Cette victoire du Maroc entre dans l'histoire et l'équipe du Maroc devient la première équipe arabe de l'histoire à battre le Brésil. Ce match bat également une audience record au sein de la population marocaine locale avec au moins 10 millions de téléspectateurs,.

## Style de jeu
Walid Cheddira possède un style de jeu axé sur l'efficacité et la capacité à marquer des buts. Il est un attaquant très intelligent avec une grande capacité à trouver les espaces dans la défense adverse. Il est également très fort dans les airs, capable de sauter haut pour remporter les duels aériens et marquer des buts de la tête.
En plus de ses qualités physiques, Cheddira est également un joueur très travailleur qui ne ménage pas ses efforts pour défendre et récupérer le ballon. Il est un joueur très respecté pour son éthique de travail et son engagement sur le terrain. Cheddira est également un joueur très fair-play qui ne cherchait pas à obtenir des avantages en utilisant des tactiques peu scrupuleuses. Lors de son passage au SSC Bari, il est respecté pour sa loyauté envers ses coéquipiers et pour son attitude positive envers le jeu.
Son style de jeu a largement été critiqué en fin d'année 2022 par les supporters et la presse lors de sa participation en Coupe du monde 2022, à la suite des nombreuses occasions ratées après ses entrées en jeu pour remplacer Youssef En-Nesyri,.

## Statistiques

### Statistiques détaillées
| Saison                | Club                    | Championnat           | Championnat | Championnat | Championnat | Coupe(s) nationale(s) | Coupe(s) nationale(s) | Coupe(s) nationale(s) | Compétition(s) continentale(s) | Compétition(s) continentale(s) | Compétition(s) continentale(s) | Compétition(s) continentale(s) | Autres compétitions | Autres compétitions | Autres compétitions | Autres compétitions | Maroc | Maroc | Maroc | Total | Total | Total |
| Saison                | Club                    | Division              | M.          | B.          | P.d.        | M.                    | B.                    | P.d.                  | Comp.                          | M.                             | B.                             | P.d.                           | Comp.               | M.                  | B.                  | P.d.                | M.    | B.    | P.d.  | M.    | B.    | P.d.  |
| 2022-2023             | SSC Bari                | Serie B               | 31          | 17          | 5           | 7                     | 5                     | 0                     | -                              | -                              | -                              | -                              | -                   | -                   | -                   | -                   | 6     | 0     | 1     | 44    | 22    | 6     |
| 2023-2024             | Frosinone Calcio (prêt) | Serie A               | 36          | 7           | 1           | 3                     | 1                     | 0                     | -                              | -                              | -                              | -                              | -                   | -                   | -                   | -                   | -     | -     | -     | 39    | 8     | 1     |
| 2024-2025             | SSC Naples              | Serie A               | 1           | 0           | 0           | 1                     | 0                     | 0                     | -                              | -                              | -                              | -                              | -                   | -                   | -                   | -                   | -     | -     | -     | 2     | 0     | 0     |
| 2024-2025             | Espanyol Barcelone      | Liga                  | 4           | 0           | 0           | 0                     | 0                     | 0                     | -                              | -                              | -                              | -                              | -                   | -                   | -                   | -                   | -     | -     | -     | 4     | 0     | 0     |
| Total sur la carrière | Total sur la carrière   | Total sur la carrière | 72          | 23          | 5           | 9                     | 5                     | 0                     | -                              | -                              | -                              | -                              | -                   | -                   | -                   | -                   | 6     | 0     | 1     | 87    | 28    | 6     |

## Palmarès

### Distinctions personnelles
- 2022 : Meilleur joueur de Serie B de septembre[36].
- 2023 : Meilleur buteur de la Coupe d'Italie 2022-23[37].

## Décorations
- Officier de l'ordre du Trône — Le 20 décembre 2022, il est décoré officier de l'ordre du Wissam al-Arch[38] — ordre du Trône[39] — par le roi Mohammed VI au Palais royal de Rabat.

## Vie privée

### Humanitaire
Le 9 septembre 2023, alors qu'il se trouve à Agadir, il se présente exclusivement à l'hôpital avec ses coéquipiers de la sélection marocaine pour un don de sang pour les blessés du séisme au Maroc,,.

### Documentaires et interviews
- [vidéo] (ar) Série télévisée Dreamers diffusé en exclusivité sur Arryadia à partir du 6 juin 2023[43]